# Stanislav Kolíbal

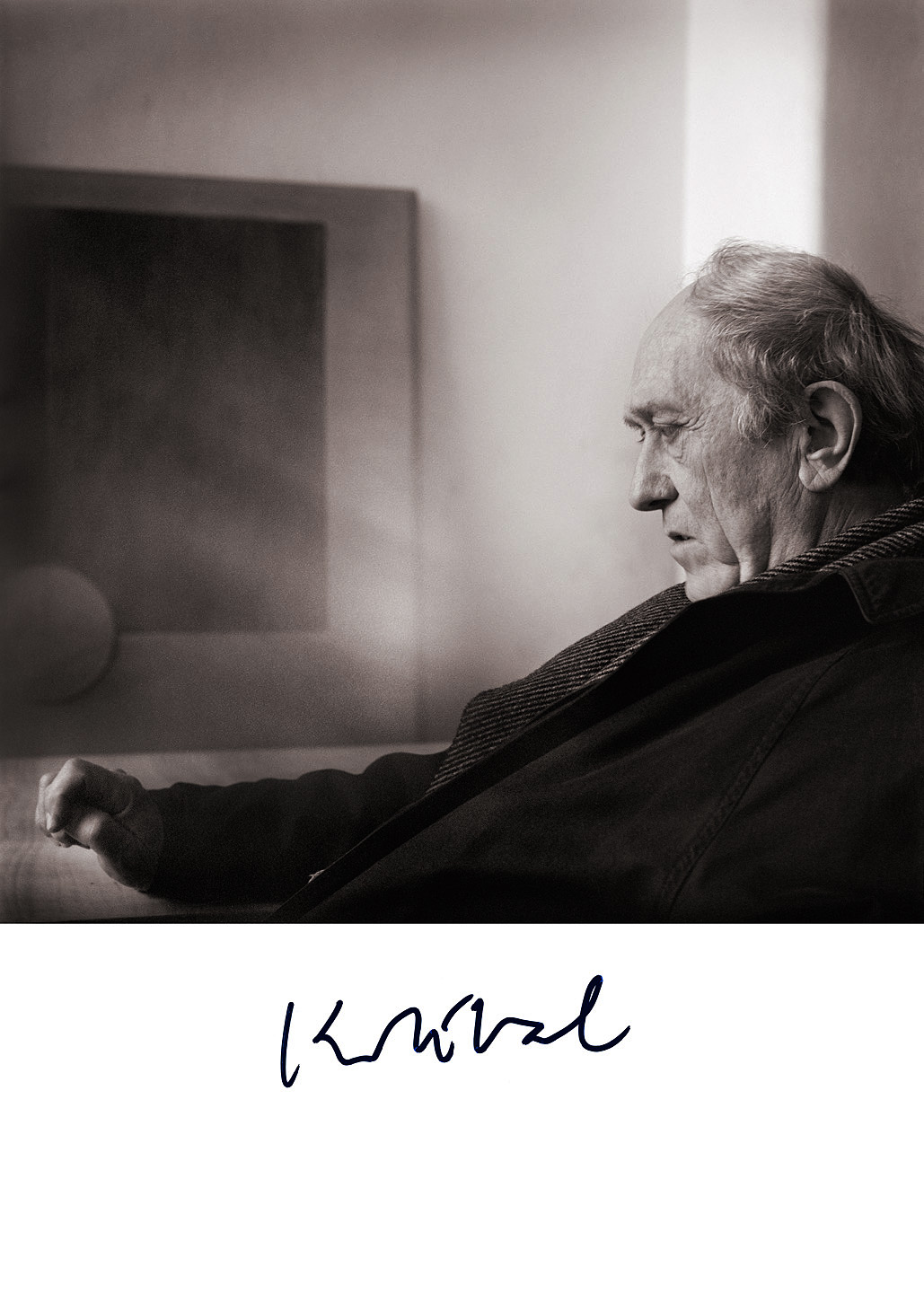
Stanislav Kolíbal, (foto: Jiří Jiroutek)

Stanislav Kolíbal (* 11. prosince 1925, Orlová) je český sochař, malíř, scénograf, ilustrátor a pedagog.

## Život
V letech 1945–1951 vystudoval VŠUP v Praze, jeho profesorem byl Antonín Strnadel. V letech 1951–1954 studoval scénografii u prof. František Tröstera na DAMU v Praze. Zde také působil do roku 1959 jako pedagog. Od roku 1954 je členem Umělecké besedy. Mezi léty 1960 až 1970 byl členem umělecké skupiny UB 12, kterou spoluzakládal. Svá díla vystavoval od roku 1943, samostatně od roku 1949. Začínal jako malíř, ilustrátor, typograf a scénograf, v 60. letech začal dělat abstraktní prostorové objekty, kterým se věnuje dosud. Grafickému designu se věnoval i v dalších létech.
V letech 1990–1993 vyučoval jako profesor na Akademii výtvarných umění v Praze v ateliéru socha – instalace. V roce 2019 reprezentoval Českou republiku na Bienále moderního umění v Benátkách, zároveň spolupracoval s Národní galerií v Praze, pro niž připravil výstavu Ozvěny Benátského bienále.
Patří k významným představitelům českého konceptuálního umění a geometrické abstrakce.

## Ocenění
- Dne 28. října 2005 převzal od prezidenta Václava Klause státní vyznamenání Medaile Za zásluhy.
- V roce 2008 se stal laureátem Ceny Ministerstva kultury ČR za přínos v oblasti výtvarného umění.[3]
- Dne 4. září 2020 mu bylo v Pelléově vile uděleno starostou městské části Praha 6 Ondřejem Kolářem čestné občanství Prahy 6.[4][3]

## Dílo
Mezi jeho monumentální díla patří trojrozměrné objekty a prostorové kompozice ze sádry, kovu či dřeva, například
- reliéfní zeď Československého velvyslanectví v Londýně
- Pankrácké předmostí Nuselského mostu

## Zastoupení ve sbírkách (výběr)
Svými pracemi je zastoupen ve sbírkách tří desítek světových muzeí a galerií, včetně pařížského Louvru a Centre Pompidou, Metropolitního muzea a Brooklynského muzea v New Yorku, MUMOK ve Vídni, Muzeí v Bochumi, Grenoblu, Poitiers, Torontu, Budapešti nebo Lodži.

### Zastoupení v českých sbírkách

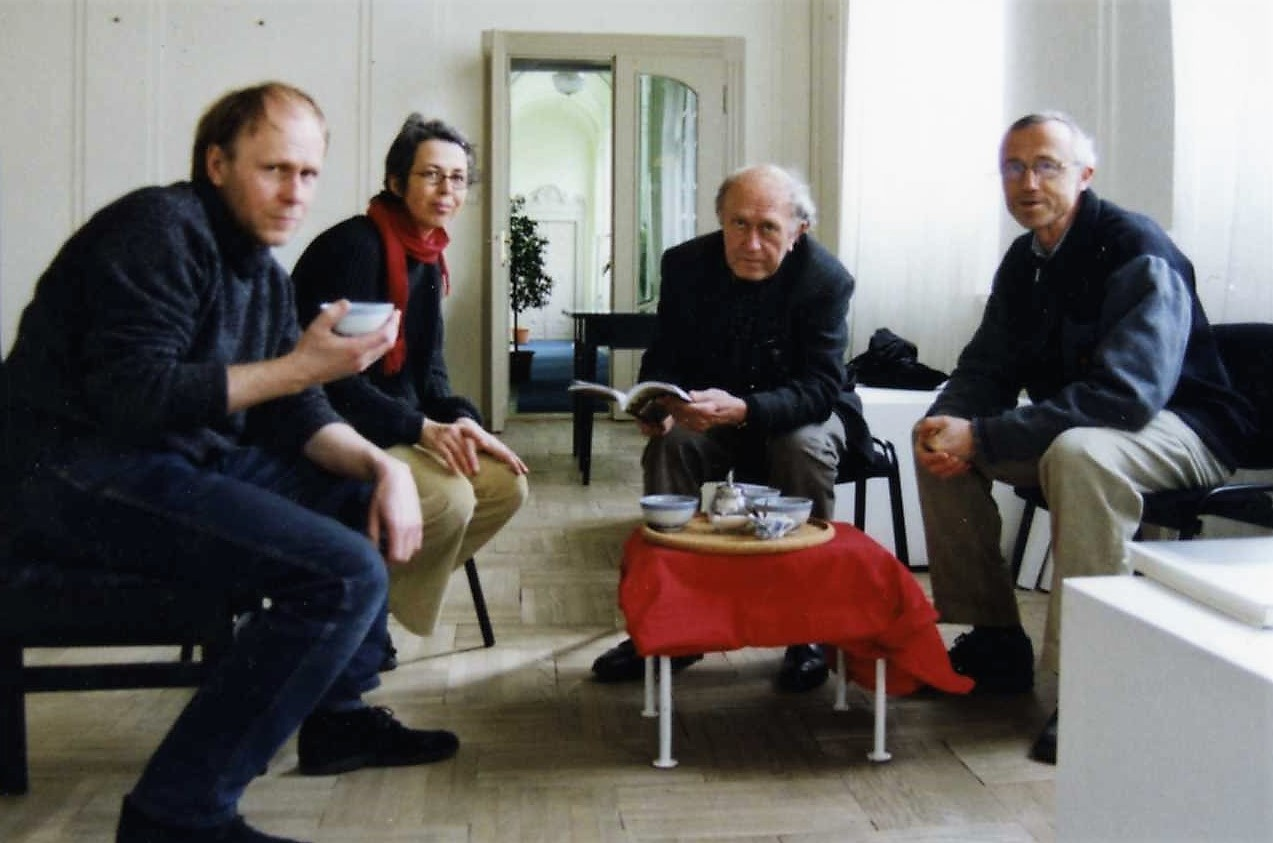
St. Kolíbal se svým synem Pavlem (vlevo) při přípravě své výstavy v Muzeu umění Benešov zaměřené na grafický design.

- Moravská galerie v Brně
- Museum Kampa, Praha
- Muzeum umění a designu Benešov
- Národní galerie Praha
- fond ARTEFIN

## Výstavy

### Samostatné výstavy
- Kolíbal - Osobnosti českého grafického designu, Muzeum umění a designu Benešov, 2003
- Stanislav Kolíbal: Knihy a stavby, Museum Kampa, 5. listopadu 2022 - 12. února 2023[5]

### Skupinové výstavy
- 2017 GENERATION ONE : První generace české postmoderny, Zámecký pivovar Litomyšl, 16. 6. – 6.7. 2017, kurátoři: David Železný a Federico Díaz, pořadatel: BOHEMIAN HERITAGE FUND a Cermak Eisenkraft[6]
- 2019 Doba plastová, Východočeská galerie v Pardubicích, Zámek, Pardubice, 26. června – 6. října 2019[7][8]